# Ursulinas Hijas de María Inmaculada
La Congregación de Hermanas Ursulinas Hijas de María Inmaculada (oficialmente en italiano: Istituto Suore Orsoline Figlie di Maria Immacolata) es un congregación religiosa católica femenina, de vida apostólica y de derecho pontificio, fundada en 1856 por el sacerdote italiano Ceferino Agostini, en Verona. A las religiosas de este instituto se les conoce como Ursulinas de Verona, y posponen a sus nombres las siglas O.F.M.I.

## Historia

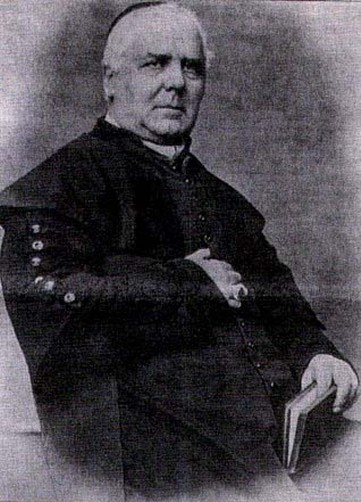
Ceferino Agostini (1813-1896), fundador de la congregación, es venerado como beato en la Iglesia católica.

La congregación fue fundada por Ceferino Agostini, párroco de la iglesia de los Santos Nazaro y Celso, en Verona. Preocupado por la formación cultural y religiosa de las niñas del barrio, quiso traer consigo a un grupo de religiosas canosianas, sin embargo, como estas no pudieron hacerse cargo de la escuela fundada por él, reunió un grupo de parroquianas con las que dio inicio a la congregación el 1 de noviembre de 1856 con el nombre de Compañía de Hermanas Devotas de Santa Ángela Merici.
El instituto recibió la aprobación como congregación religiosa de derecho diocesano por el obispo Benedetto Riccabona de Reinchenfels, de la diócesis de Verona, el 24 de junio de 1923, y la aprobación pontificia por el papa Pío XII, mediante decretum laudis del 3 de abril de 1940.

## Organización
La Congregación de Hermanas Ursulinas Hijas de María Inmaculada es un instituto religioso de derecho pontificio y centralizado, cuyo gobierno es ejercido por una superiora general. La sede central se encuentra en Verona (Italia).
Las ursulinas de Verona se dedican a la educación y formación cristiana de la juventud, para ello administran, escuelas, orfanatos, pensionados y otros institutos educativos. Además poseen diversos centros para la asistencia social de los pobres. En 2017, el instituto contaba con 538 religiosas y 63 comunidades, presentes en Benín, Burkina Faso, Brasil, Chile, Paraguay, Perú, Italia, Madagascar, Togo, Uruguay y Suiza.